# Мазовша
Мазовша (т. е. Азов-Шах) — царевич ордынский; правнук хана Тохтамыша.
В 1451 году отцом, «Седи-Ахматом» (т. е. Саид-Ахматом), был отправлен с войском за данью к великому князю Василию II. Василий II поручил защиту Москвы митрополиту Ионе с боярами и отправил против татар князя Звенигородского, которому, однако, не удалось помешать татарам переправиться через Оку. В июне 1451 года Мазовша стал под Москвой, сжёг её посады и готовился к решительному приступу, но после вылазки москвичей из Кремля ночью убежал, оставив весь свой лагерь и обоз. Согласно летописям, причиной бегства был услышанный татарами сильный шум, принятый ими за шум приближающегося войска великого князя. Этот поход вошёл в историю как «скорая татарщина». Так как враги отступили в день праздника Положения ризы Пресвятой Богородицы (2 июля), то в память об этом событии была заложена церковь Ризоположения.